# Kurów (Wieluń)
Pour les articles homonymes, voir Kurów.
Kurów est une localité polonaise de la gmina et du powiat de Wieluń en voïvodie de Łódź.